# Erkembodone
Erkembodone O.S.B. o Erkembodón (s. VIII - Calais, 742) fue un obispo irlandés del siglo VIII. Su sede fue la ciudad franca de Thérouanne. Es venerado como santo por la Iglesia Católica y su fiesta se celebra el 12 de abril.

## Hagiografía
Erkembodón nació en Irlanda en el siglo VIII. Su nombre viene del fráncico Erkend Bodô, "mensajero reconocido".

### Vida religiosa
Ingresó al monasterio Sithiu en Saint-Omer, donde se hizo monje bendectino, y posteriormente sería abad, en el 717.

### Obispado
Fue elegido obispo de la ciudad de Thérouanne, en Neustria, Reino franco (hoy Francia) en el 723.
Falleció en el 742, en Calais, en la actual Francia.

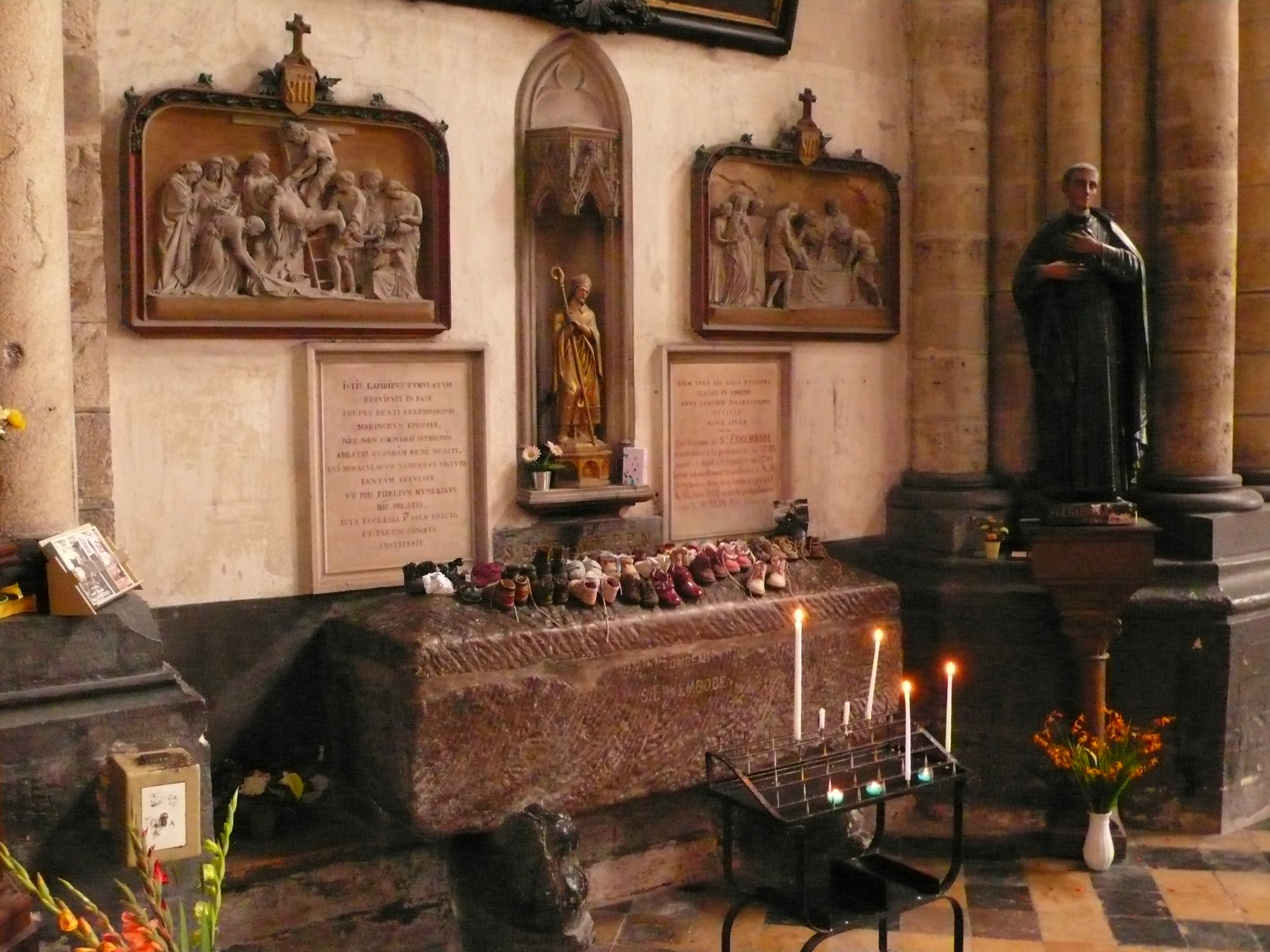